# Střední nádrž vodního díla Nové Mlýny
Střední nádrž vodního díla Nové Mlýny este o arie protejată (arie de protecție specială avifaunistică — SPA) din Republica Cehă întinsă pe o suprafață de 1.047,46 ha, integral pe uscat.

## Localizare
Centrul sitului Střední nádrž vodního díla Nové Mlýny este situat la coordonatele 48°54′09″N 16°36′57″E / 48.9025°N 16.615833°E.

## Înființare
Situl Střední nádrž vodního díla Nové Mlýny a fost declarat arie de protecție specială avifaunistică în ianuarie 2005 pentru a proteja 5 specii de animale.

## Biodiversitate
Situată în ecoregiunea panonică, aria protejată nu include niciun habitat protejat.
La baza desemnării sitului se află mai multe specii protejate de  păsări (5): gârliță mare (Anser albifrons), gâscă cenușie (Anser anser), gâscă de semănătură (Anser fabalis), codalb (Haliaeetus albicilla), chiră de baltă (Sterna hirundo).